# Alexandr Zdravomyslov
Alexandr Zdravomyslov es un deportista soviético que compitió en remo. Ganó dos medallas en el Campeonato Mundial de Remo, plata en 1981 y bronce en 1982.

## Palmarés internacional
| Campeonato Mundial | Campeonato Mundial | Campeonato Mundial | Campeonato Mundial |
| Año                | Lugar              | Medalla            | Prueba             |
| ------------------ | ------------------ | ------------------ | ------------------ |
| 1981               | Múnich (RFA)       | Medalla de plata   | Cuatro scull       |
| 1982               | Lucerna (Suiza)    | Medalla de bronce  | Cuatro scull       |